# دساسة مخططة
دساسة مخططة (الاسم العلمي Chalcides striatus)، حيوان لبون من العظاء وفصيلة السنقنقوريات قابعات الأسنان، مكتسيات الألسنة، رباعيات القوائم، ثلاثيات الأصابع. أناثها أكبر من ذكورها. جسمها رشيق القوام يطول من 22 إلى 25 سم. رأسها لوزي الشكل. عيناها صغيرتان تلحفهما أجفان شفافة متحركة. لسانها ذلق الطرف، مثعلل الصفحة. عنقها قصيرة. ذنبها مستدق الطرف، سريع الأنفصام. ثوبها إلى الربدة الحنطية السفعاء المواج تعلوهنا خطوط قاطبة تمتد من الرأس إلى الذنب. بياتها الشتوي يستمر نحو أربعة أشهر. الأنثى تبيض من 6 إلى 12 شلقة تطمرها في التربة. تألف الأتربة الرملية لأنها تغوص فيها عند الشعور بالخطر. تسرح في النهار. قوتها الحشرات والديدان والذباب. تعتبر من الزحافات المفيدة.